# Cazes-Mondenard
Cazes-Mondenard một thị xã và xã in the Tarn-et-Garonne tỉnh Pháp, in the Occitanie région.